# Antonio Bareiro
Antonio Bareiro Álvarez (Caazapá, Paraguay; 24 de abril de 1989) es un futbolista paraguayo. Juega de extremo derecho y su equipo actual es el Club Olimpia de la Primera División de Paraguay.

## Trayectoria
Comenzó en las inferiores del Club General Díaz, donde debutó en la primera. En el 2010 pasó al Club Sportivo Trinidense. En el 2012 se incorporó al Club Rubio Ñu. En el 2013 volvió a su club de origen, el Gral. Díaz. En 2014 fichó en el Club Libertad. Es hincha del club Juventud de su ciudad natal, Caazapá.

## Selección nacional
Es internacional con la selección de fútbol de Paraguay desde 2017.

### Goles en la selección
| Goles con la Selección de Paraguay | Goles con la Selección de Paraguay | Goles con la Selección de Paraguay | Goles con la Selección de Paraguay | Goles con la Selección de Paraguay | Goles con la Selección de Paraguay | Goles con la Selección de Paraguay | Goles con la Selección de Paraguay | Goles con la Selección de Paraguay |
| Resultados                         | Resultados                         | Resultados                         | Resultados                         | Lugar                              | Estadio                            | Fecha                              | Tipo                               | Goles                              |
| ---------------------------------- | ---------------------------------- | ---------------------------------- | ---------------------------------- | ---------------------------------- | ---------------------------------- | ---------------------------------- | ---------------------------------- | ---------------------------------- |
| Paraguay                           | 1                                  | 2                                  | México                             | Seattle                            | CenturyLink Field                  | 1 de julio de 2017                 | Amistoso                           | 1 gol                              |

## Estadísticas
Actualizado al último partido disputado el 3 de julio de 2022
| Club                         | Div.          | Temporada     | Liga  | Liga  | Copas nacionales | Copas nacionales | Copas internacionales | Copas internacionales | Total | Total |
| Club                         | Div.          | Temporada     | Part. | Goles | Part.            | Goles            | Part.                 | Goles                 | Part. | Goles |
| ---------------------------- | ------------- | ------------- | ----- | ----- | ---------------- | ---------------- | --------------------- | --------------------- | ----- | ----- |
| Sportivo Trinidense Paraguay | 1.ª           | 2010          | 18    | 4     | —                | —                | —                     | —                     | 18    | 4     |
| Sportivo Trinidense Paraguay | Total club    | Total club    | 18    | 4     | 0                | 0                | 0                     | 0                     | 18    | 4     |
| Rubio Ñú Paraguay            | 1.ª           | 2011          | 8     | 0     | —                | —                | —                     | —                     | 8     | 0     |
| Rubio Ñú Paraguay            | Total club    | Total club    | 8     | 0     | 0                | 0                | 0                     | 0                     | 8     | 0     |
| General Díaz Paraguay        | 1.ª           | 2013          | 32    | 9     | —                | —                | —                     | —                     | 32    | 9     |
| General Díaz Paraguay        | Total club    | Total club    | 32    | 9     | 0                | 0                | 0                     | 0                     | 32    | 9     |
| Libertad Paraguay            | 1.ª           | 2014          | 32    | 7     | —                | —                | 5                     | 1                     | 37    | 8     |
| Libertad Paraguay            | 1.ª           | 2015          | 30    | 9     | —                | —                | 4                     | 0                     | 34    | 9     |
| Libertad Paraguay            | 1.ª           | 2016          | 34    | 4     | —                | —                | 2                     | 0                     | 36    | 4     |
| Libertad Paraguay            | 1.ª           | 2017          | 34    | 9     | —                | —                | 13                    | 1                     | 57    | 10    |
| Libertad Paraguay            | 1.ª           | 2018          | 39    | 12    | —                | —                | 8                     | 1                     | 47    | 13    |
| Libertad Paraguay            | 1.ª           | 2019          | 28    | 13    | —                | —                | 12                    | 2                     | 40    | 15    |
| Libertad Paraguay            | 1.ª           | 2020          | 29    | 7     | —                | —                | 8                     | 0                     | 37    | 7     |
| Libertad Paraguay            | 1.ª           | 2021          | 9     | 3     | —                | —                | 6                     | 2                     | 15    | 5     |
| Libertad Paraguay            | 1.ª           | 2022          | 13    | 0     | —                | —                | 7                     | 0                     | 20    | 0     |
| Libertad Paraguay            | 1.ª           | 2023          | 0     | 0     | —                | —                | 0                     | 0                     | 0     | 0     |
| Libertad Paraguay            | Total club    | Total club    | 248   | 64    | 0                | 0                | 65                    | 7                     | 323   | 71    |
| Total carrera                | Total carrera | Total carrera | 306   | 77    | 0                | 0                | 65                    | 7                     | 381   | 84    |

### Goles en la Copa Libertadores
| Resultados | Resultados | Resultados | Resultados           | Lugar        | Estadio                      | Fecha               | Temporada | Gol(es) |
| ---------- | ---------- | ---------- | -------------------- | ------------ | ---------------------------- | ------------------- | --------- | ------- |
| Libertad   | 3          | 1          | The Strongest        | La Paz       | Estadio Hernando Siles       | 3 de mayo de 2018   | 2018      | 1 gol   |
| Libertad   | 4          | 1          | Universidad Católica | Asunción     | Estadio Defensores del Chaco | 5 de marzo de 2019  | 2019      | 1 gol   |
| Libertad   | 1          | 0          | Grêmio               | Porto Alegre | Arena do Grêmio              | 12 de marzo de 2019 | 2019      | 1 gol   |

### Goles en la Copa Sudamericana
| Resultados | Resultados | Resultados | Resultados          | Lugar        | Estadio                      | Fecha                | Temporada | Gol(es) |
| ---------- | ---------- | ---------- | ------------------- | ------------ | ---------------------------- | -------------------- | --------- | ------- |
| Libertad   | 3          | 0          | Nacional Potosí     | Asunción     | Estadio Dr. Nicolás Leoz     | 27 de agosto de 2014 | 2014      | 1 gol   |
| Libertad   | 5          | 1          | Huracán             | Buenos Aires | Estadio Tomás Adolfo Ducó    | 11 de julio de 2017  | 2017      | 1 gol   |
| Libertad   | 3          | 1          | Newell's Old Boys   | Rosario      | Estadio Marcelo Bielsa       | 29 de abril de 2021  | 2021      | 1 gol   |
| Libertad   | 1          | 2          | Atlético Goianiense | Asunción     | Estadio Defensores del Chaco | 6 de mayo de 2021    | 2021      | 1 gol   |

## Palmarés

### Títulos nacionales
| Título             | Club          | País     | Año  |
| ------------------ | ------------- | -------- | ---- |
| Torneo Apertura    | Club Libertad | Paraguay | 2014 |
| Torneo Clausura    | Club Libertad | Paraguay | 2014 |
| Torneo Apertura    | Club Libertad | Paraguay | 2016 |
| Torneo Apertura    | Club Libertad | Paraguay | 2017 |
| Copa Paraguay      | Club Libertad | Paraguay | 2019 |
| Torneo Apertura    | Club Libertad | Paraguay | 2021 |
| Torneo Apertura    | Club Libertad | Paraguay | 2022 |
| Torneo Apertura    | Club Libertad | Paraguay | 2023 |
| Torneo Clausura    | Club Libertad | Paraguay | 2023 |
| Copa Paraguay      | Club Libertad | Paraguay | 2023 |
| Supercopa Paraguay | Club Libertad | Paraguay | 2023 |
| Torneo Apertura    | Club Libertad | Paraguay | 2024 |
| Copa Paraguay      | Club Libertad | Paraguay | 2024 |